# 臺南市即時線上協調指揮中心
即時線上協調指揮中心（英語：On-Line Operations Coordination Center，縮寫為OLOCC），為臺南市政府所屬的機關，根據2021年1月21日臺南市COVID-19第四次專家諮詢會議，首次由臺南市政府衛生局於會中提出相關構想，並於2021年1月25日正式成立。即時線上協調指揮中心概念延伸自聯合國人道事務協調廳(United Nations Office for the Coordination of Humanitarian Affairs，OCHA)中的虛擬現場指揮協調中心（Virtual On-Site Operations Coordination Center，Virtual OSOCC)，提供一個線上資訊交換平台，能夠遠端盤點、協調及調度醫療資源，同時結合專家意見，針對大量傷患事件或新興傳染病防治做出迅速、有效的反應。目前臺南市為臺灣首個成立即時線上協調指揮中心的縣市。

## 歷史

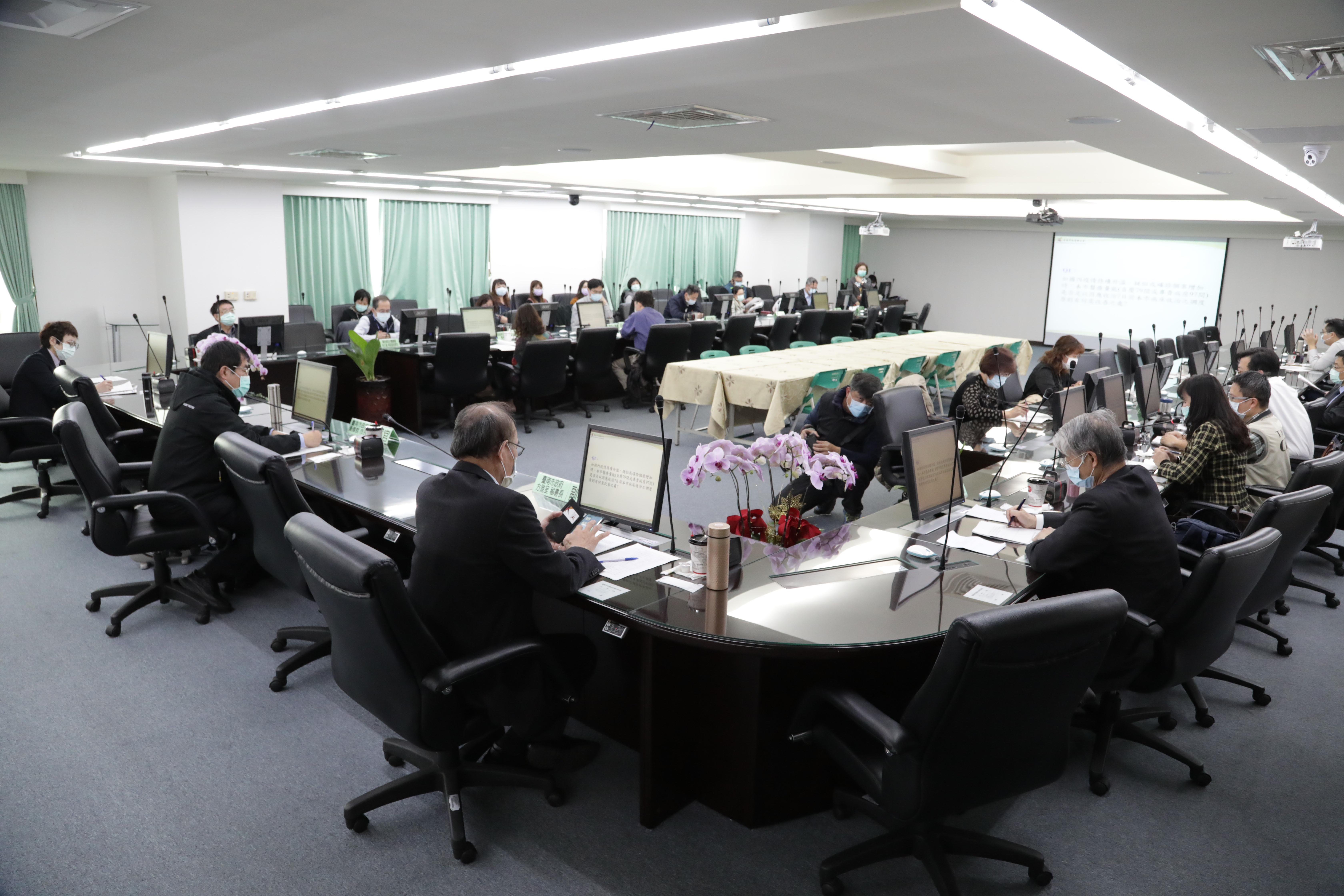
臺南市COVID-19第四次專家諮詢會議

2021年1月21日臺南市COVID-19第四次專家諮詢會議決議開設即時線上協調指揮中心。
2021年1月24日與臺南市14家COVID-19收治醫院、防疫決策小組專家及疾病管制署南區管制中心，完成視訊連線測試。
2021年1月25日即時線上協調指揮中心正式成立。

## 組織

### COVID-19 收治醫院
國立成功大學醫學院附設醫院
奇美醫療財團法人奇美醫院
奇美醫療財團法人柳營奇美醫院
奇美醫療財團法人佳里奇美醫院
台灣基督長老教會新樓醫療財團法人台南新樓醫院
台灣基督長老教會新樓醫療財團法人麻豆新樓醫院
衛生福利部胸腔病院
郭綜合醫院
臺南市立安南醫院(委託中國醫藥大學興建經營)
臺南市立醫院(委託秀傳醫療社團法人經營)
衛生福利部新營醫院
衛生福利部臺南醫院
衛生福利部臺南醫院新化分院
高雄榮民總醫院臺南分院

## 重大事件

### COVID-19 防治
因應臺灣醫院群聚感染事件，2021年1月25日指揮中心宣布，即刻起民眾進入臺南市轄下36家地區級以上醫院及37區衛生所，需先出示健保卡確認接觸史。並擴大回溯醫院群聚感染事件相關接觸者的隔離措施。